# Islam a Besançon

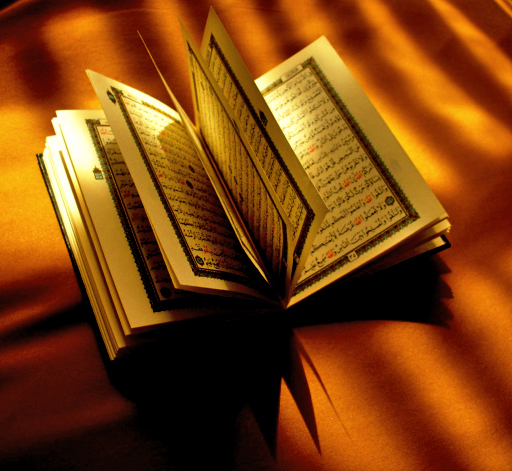
Exemplar d'Alcorà obert

La presència significativa de l'Islam a Besançon de nou a la post-Segona Guerra Mundial, i sobretot la independència dels països del Magrib. Abans d'aquest temps, cap font dona fe de l'existència d'una comunitat musulmana Besancon, encara que els soldats colonials van ser estacionades a la regió des de 1870 fins a 1920. L'Exèrcit francès primer d'Àfrica, incloent la major part de tiradors de les colònies franceses, s'ha presentat a l'àrea i va desencadenar una part particular del Doubs, Territori de Belfort i d'Alsàcia a 1944-1945. Els colons que van sobreviure a portar a casa la majoria al seu país d'origen després de la guerra, es dispersen per tota França i establir-se en Besançon.
Durant la dècada de 1960, els primers immigrants del nord d'Àfrica va arribar a la metròpoli, la gran majoria és musulmana. A partir de llavors, la necessitat de llocs de culte es va fer cada vegada se senten part d'aquesta nova població. Durant diverses dècades els fidels, per falta de llocs reals de culte, els ritus seguits amb més freqüència en mal estat o grups de pressió locals de construcció. Però el 1981, el Centre Cultural Islàmic de Franche-Comte, amb seu a Besançon, va ser creada, l'associació Sunna és llavors va fundar el 1987. Després, des de finals de 1990 i particularment des de la dècada de 2000, les primeres mesquites es van construir a Besançon, com Sunna mesquita, la mesquita d'Al-Fatah, i més recentment Fontaine-Écu mesquita. La mesquita d'Al-Fath ("mesquita del destí") és un mesquita situada al barri de la Planoise de Besançon (Franc Comtat, França). Es va inaugurar l'any 2008, arran de la iniciativa de l'associació Al-Fath, associació cultural d'ajuda als musulmans, i la seva edificació va comptar amb el suport de l'ajuntament i amb l'aport de fons privats. Es tracta d'un edifici contemporani, sense minaret.
Segons la ràdio France Bleu Besançon, la ciutat compta amb 15.000 musulmans representen prop del 13% de la població total de Besançon.